# Pseudozarba ozarbica
Pseudozarba ozarbica är en fjärilsart som beskrevs av George Francis Hampson 1910. Pseudozarba ozarbica ingår i släktet Pseudozarba och familjen nattflyn. Inga underarter finns listade.